# 李亿龙
李亿龙（1956年6月—），男，湖南望城人，中华人民共和国政治人物。中南财经学院财政税收专业函授大学毕业，北京大学行政管理专业硕士研究生。

## 生平
1986年6月加入中国共产党。历任长沙市人民政府法制办主任、法制局局长、办公厅副主任、主任；芙蓉区代区长、区长、区委书记；中共浏阳市委书记；中共长沙市委常委；中共怀化市委副书记、怀化市人民政府代市长、市长。2008年7月起任怀化市委书记。2013年，升任中共衡阳市委书记。2014年1月当选衡阳市人大主任。2016年3月，任湖南省农村工作领导小组副组长。
2016年4月8日，因涉嫌严重违纪接受组织调查。2018年1月15日湖南省娄底市中级人民法院公开宣判李亿龙受贿、贪污、滥用职权、巨额财产来源不明案，认定被告人李亿龙犯受贿罪、贪污罪、滥用职权罪、巨额财产来源不明罪，数罪并罚，决定执行有期徒刑18年，剥夺政治权利5年，并处没收个人财产250万元。娄底中院认定：1998年6月至2016年3月，李亿龙任长沙市芙蓉区人民政府区长、中共芙蓉区区委书记、中共浏阳市委书记、怀化市人民政府市长、中共怀化市委书记、中共衡阳市委书记等职务期间，先后多次收受黄某等数十人给予的现金及财物，共计折合人民币926万余元，并利用职务便利为上述人员在承揽工程、职务调整晋升等方面谋取利益。李亿龙用公款购买名表、眼镜、黄金瓶等贵重物品，占为己有，并采取虚开发票的方式，先后将个人开支在怀化市市委办、衡阳市市委办报销，贪污公款共计人民币142万余元。李亿龙财产、支出明显超过合法收入，除已查明的受贿、贪污所得外，尚有折合人民币共计4950万余元的财产不能说明来源。现于长沙监狱麓峰监区受刑。

## 评价
李一龙出任中国共产党衡阳市委员会书记时，以“土地卖光，项目上光，财政资金花光，看中的女人玩光”的大手笔，被衡阳人民戏称为“李四光”。